# Sandinistowski Ruch Odnowy
Movimiento Renovador Sandinista (MRS) – nikaraguańska partia polityczna założona z rozłamowców z Sandinistowskiego Frontu Wyzwolenia Narodowego 18 maja 1995 roku. 
Sandinistowski Ruch Odnowy wywodzi się z frakcji Sandinistowskiego Frontu Wyzwolenia Narodowego działającej pod tą samą nazwą w pierwszej połowie lat 90. W 1994 roku na kongresie partii członkowie frakcji skupieni wokół Sergio Ramíreza (wiceprezydenta w latach 1985-1990 w rządzie sandinistów) starli się ideologicznie z tzw. Lewicą Demokratyczną skupioną wokół Daniela Ortegi i Tomása Borge. Konflikt doprowadził w następnym roku do odłączenia się frakcji Ramíreza od FSLN i utworzenia odrębnej partii. Rozłamową partię zasiliła większość przywódców sandinistowskich, większość byłych ministrów rządu rewolucyjnego i duża część parlamentarzystów FSLN. Nowa partia zrezygnowała z antyimperializmu  i awangardowego charakteru ruchu, przyjmując poglądy socjaldemokratyczne. 
W wyborach prezydenckich w 2001 roku oraz wyborach parlamentarnych w 2000 oraz 2004 roku, partia współtworzyła koalicję z sandinistami. Koalicja MRS-FSNL zwyciężyła w wyborach w 2000 oraz w 2004 roku we wszystkich większych miastach, w tym w stolicy kraju, Managui. W wyborach prezydenckich w 2006 roku partię reprezentował Herty Lewites, były burmistrz Managui. Krótko po ogłoszeniu swojej decyzji o startowaniu z list MRC Lewites został wyrzucony z partii sandinistów. Partia zdecydowała się na zakończenie współpracy z sandinistami w 2006 roku po 6 latach współpracy. W wyborach prezydenckich obie partie stratowały już osobno, a kandydat MRC na prezydenta Herty Lewites w prognozach przed wyborczych zajmował trzecie miejsce za Danielem Ortegą oraz Eduardo Montealegre.
2 czerwca 2006 Lewites zmarł na zawał serca w wieku 66 lat. Jego miejsce zajął kandydat partii na wicepremiera Edmundo Jarquín. Po porażce wyborczej Jarquin stworzył koalicję partii, w skład której wchodziła m.in. Chrześcijańsko-Demokratyczna Partia Nikaragui (PSC), Socjalistyczna Partia Nikaragui (PSN), Partia Zielonych oraz Partia Akcji Obywatelskiej (PAC). W wyborach parlamentarnych w 2006 roku partia zdobyła 6% głosów, co dało jej możliwość na wprowadzenie pięciu przedstawicieli do parlamentu. Obecnie stanowi część opozycji wobec rządów FSLN i Daniela Ortegi.